# Tomás Preljubović
Tomás Preljubović (en serbio: Тома Прељубовић, romanizado: Toma Preljubović; en griego: Θωμάς Κομνηνός Παλαιολόγος, romanizado: Thōmas Komnēnos Palaiologos), fue gobernante de Epiro en Ioánina desde 1366 hasta su muerte el 23 de diciembre de 1384. También ostentó el título de «matador de albaneses» (en griego: Ἀλβανιτόκτονος).

## Orígenes
Tomás era el hijo del César Gregorio Preljub (en griego: Γρηγόριου Πρελούμπου), el  gobernador serbio de Tesalia, que falleció a finales de 1355 o comienzos de 1356. Su madre Irene era una hija de Esteban Uroš IV Dušan de Serbia y Helena de Bulgaria. 

## Vida

Ubicación aproximada de los territorios dominados por Preljubović y de otros señores serbios en los siglos xiv y xv.

Después de la violenta muerte de su padre, la pretensión de Tomás por Tesalia fue impugnada por su madre Irene, pero se vieron obligados a huir a Serbia por el avance de Nicéforo II Orsini en 1356. Ahí, Irene se casó con Radoslav Hlapen, el gobernante de Vodena, que tomó bajo su protección a Tomás.
Durante la ausencia del nuevo gobernante de Tesalia, Simeón Uroš, en el Despotado de Epiro en 1359-1360, Hlapen invadió Tesalia, tratando de ganarlo para su hijastro. Aunque Simeón logró contener la invasión, se vio obligado a ceder Kastoriá a Tomás y a que se casara con su hija María. Durante los siguientes años, Simeón Uroš reconoció que no podía ejercer su autoridad efectiva sobre la mayor parte de Epiro y delegó el poder en Arta y Angelokastro a los jefes locales albaneses. En 1366 los ciudadanos de Ioánina, la última fortaleza importante que permanecía bajo el control de Simeón, le envió una petición para nombrar a un gobernador que pudiera protegerlos de las incursiones de los clanes albaneses.
Simeón Uroš respondió mediante la designación de su yerno como su gobernador. Tomás entró en Ioánina en algún momento entre 1366 o 1367. Su reinado en Epiro es reflejado con mucho detalle en la llamada Crónica de Ioánina, que tiene prejuicios y hostilidad contra Preljubović. Se le representa como un cruel y caprichoso tirano. Tomó varias propiedades de la Iglesia de Ioánina y se las concedió a sus partidarios serbios. En 1382 un nuevo designado para el arzobispado local, Mateo, fue enviado desde Constantinopla, e invistió a Tomás con el título de déspota en nombre del emperador bizantino Juan V Paleólogo. Sin embargo, después entró en conflicto con el arzobispo y lo exilió de Ioánina.
Tomas también fue acusado de perseguir a la nobleza local, que inspiró una serie de revueltas contra su gobierno. Además de apoderarse de los bienes eclesiásticos y privados, estableció nuevos impuestos y monopolios en diversos productos, incluyendo pescado y fruta. Además de confiar en sus fuerzas militares para hacer cumplir estas impostas, Tomás emprendió una guerra continua contra los albaneses de Arta y Angelokastro.
Poco después de tomar posesión de Ioánina, fue sitiado sin éxito por Pedro Losha de Arta. Tomás casó a su hija con el hijo de Losha en 1370, satisfaciendo a los albaneses y poniendo fin a los conflictos. En 1374, Pedro murió de peste en Arta, después de lo cual Juan Espata se hizo cargo de la ciudad. En ese momento Juan no estaba obligado por los acuerdos con Tomás; puso sitio a Ioánina y asoló el resto del país. Tomás trajo la paz cuando casó a su hermana Helena con Juan Spata al año siguiente. Sin embargo, los ataques a la ciudad continuaron, por los Malacasios, que fueron derrotados dos veces por Preljubović (1377 y 1379). En mayo de 1379, Juan Spata devastó el país. 
Continuamente acosado, Tomás pidió ayuda a sus vecinos francos y luego otomanos. Este último respondió rápidamente y envió una fuerza auxiliar en 1381. Tomás puso esta fuerza a buen uso y conquistó muchas fortalezas enemigas en 1381-1384. Sus implacables éxitos le valieron el epíteto de «matador de albaneses» (en griego: Αλβανοκτόνος, romanizado: Albanoktonos).
Sin embargo, Tomás había llegado a tener malas relaciones con su esposa María, que participó en la posterior conspiración contra su marido. El 23 de diciembre de 1384, Tomás fue asesinado por sus guardias y la población de Ioánina juró lealtad a su viuda e invitó a su hermano Juan Uroš Ducas Paleólogo que viniera y la asesorara en el gobierno.

## Descendencia
Con una amante desconocida, Tomás Preljubović tuvo únicamente una hija:
- Irene, quien se casó con Juan Losha de Arta, y murió en 1374 o 1375.

Con su esposa María Ángelo Ducas Paleólogo, Tomás tuvo posiblemente un hijo:
- Preljub, que pudo haber muerto joven.